# Айлинка
Айлинка — деревня в Знаменском районе Омской области. Входит в состав Новоягодинского сельского поселения.

## История
Основана в 1895 году, как переселенческий посёлок. В 1928 году состояла из 58 хозяйств, основное население — белоруссы. В составе Новоягодинского сельсовета Знаменского района Тарского округа Сибирского края.

## Население
| 1926 | 2002 | 2010 |
| ---- | ---- | ---- |
| 338  | ↘51  | ↘20  |